# Simon C. Jansen
Simon Cornelis Jansen, bekend als Simon C. Jansen, (Rotterdam, 1 januari 1911 – Amstelveen, 23 oktober 1980) was een Nederlands organist, concertpianist en koordirigent. Hij was van 1952 tot aan zijn overlijden de vaste cantor-organist van de Amsterdamse Westerkerk en dirigent van het Westerkerkkoor en het Bachorkest. 

## Familie
Hij was zoon van hoofdonderwijzer Willem Jansen en Martina Petronella de Haan. Hij was getrouwd met celliste Corry Reder (Den Haag, 1910- Amstelveen 1991). Zij leerden elkaar in 1935 kennen, toen zij een voordrachtsoefening wilde houden en Sem Dresden Simon C. voorstelde. Ze was twaalf jaar celliste in het Noordhollands Philharmonisch Orkest. Hun oudste zoon Rudolf Jansen kreeg zijn eerste muziekopleiding van zijn vader. Hun jongste zoon Martien kreeg cello-lessen van zijn moeder, maar werd uiteindelijk elektronicus. Kleindochter Elsina Jansen (via Rudolf en zijn eerste vrouw zangeres Margreet Honig) werd operaregisseur.
Simon C. Jansen was ridder in de Orde van Oranje Nassau.

## Loopbaan
Zijn muziekopleiding startte in Utrecht met pianolessen bij Lucie Veerman-Bekker, Johan Wagenaar en Willem Andriessen en orgellessen bij Hendrik Bos, organist van de Dom van Utrecht. Toen hij die studie had afgerond ging hij verder in de leer bij Cornelis de Wolf en Anthon van der Horst aan het Amsterdams Conservatorium. Als jonge organist had hij ook les in improvisatie van de toen zeer gewaardeerde organist Pieter Mobach uit Breukelen. Dirigeren leerde hij van Jaap Spaanderman. Als pianist debuteerde hij in 1932 met het Utrechts Stedelijk Orkest in het Pianoconcert van Grieg, maar zijn hoofdinstrument werd het orgel.
Van 1931 tot 1935 was hij organist in de Wilhelminakerk in Utrecht. Daarna volgde hij zijn leermeester Cornelis de Wolf op als organist van de Arnhemse Sint-Eusebiuskerk, totdat het bombardement bij de Slag om Arnhem dat in 1944 onmogelijk maakte. Hij verhuisde naar Amsterdam en speelde tot 1948 in de Koepelkerk en daarna in Alkmaar in de Grote of Sint-Laurenskerk.
Zijn benoeming tot cantor-organist van de Nederlands Hervormde Westerkerk volgde in 1952. Hier werd hij zeer bekend door de Bach-cantatediensten die hij samen met de predikant ds. H.A. Visser organiseerde en waarbij ongeveer negen keer per jaar een cantate van Johann Sebastian Bach of een ander werk werd uitgevoerd in een kerkdienst. Hij richtte daarvoor het Westerkerkkoor en het Bachorkest op. Daarnaast gaf hij orgelconcerten in binnen- en buitenland (ook in Suriname, de Antillen, de VS en Canada) met een breed repertoire uit alle perioden van barokmuziek tot eigentijdse muziek. Naast Bach speelde hij vaak muziek van onder anderen Mendelssohn, Rheinberger en Reger, maar ook Distler, Karg-Elert en Nederlandse componisten als Charles de Wolff,  Herman Strategier, Anthon van der Horst en eigen improvisaties. Hij maakte plaatopnamen op diverse Nederlandse kerkorgels, waaronder ook als begeleider van de altzangeres Aafje Heynis en de violist Theo Olof. Hij was van 1949 tot 1966 de dirigent van het KCOV Amsterdam en daarnaast leidde hij andere koren, zoals het VU-koor.
Jansen doceerde orgel en koordirectie aan het Amsterdams Muzieklyceum en het latere Sweelinck-conservatorium. Tot zijn leerlingen behoorden Teke Bijlsma, Theo van Dijk, Willem Hendrik Zwart, Jaap Zwart, Dick Klomp, Ton Koopman en Willem Goedhart. Jos van der Kooy volgde Jansen op als cantor-organist van de Westerkerkgemeente. Jan Pasveer volgde hem op als dirigent van het Westerkerkkoor en Bachorkest.
Hij was enige tijd voorzitter van de Nederlandse Organisten Vereniging. In 1971 ontving hij de Zilveren medaille van de Franse Société Académique Arts-Sciences-Lettres.
- Bibliothèque nationale de France: cb141900838 (data)
- Biografisch Portaal: 11788085
- Gemeinsame Normdatei: 1116304007
- International Standard Name Identifier: 0000 0004 0756 0588
- MusicBrainz: ce920d1c-3e29-43d7-bb52-d5b735ada522
- Virtual International Authority File: 65147724765964591023
- WorldCat: E39PBJmxYHGHmFyD3wKC4dChHC